# James Vacca
James Vacca là một chính khách người Mỹ từng phục vụ trong Hội đồng Thành phố New York từ khu vực 13 từ năm 2006 đến năm 2017. Ông là đảng viên Đảng Dân chủ.
Khu vực bao gồm Allerton, Baychester, Bronx Park, City Island, Co-op City, Country Club, Ferry Point Park, Hart Island, Morris Park, Pelham Bay, Pelham Bay Park, Pelham Islands, Schuylerville, Throggs Neck, một phần của Van Nest và Westchester Square tại The Bronx.

## Đầu đời và giáo dục
Vacca sinh ra ở The Bronx và lớn lên ở Pelham Bay. Ông theo học các trường công lập của Thành phố New York, tốt nghiệp trường P.S. 71, J.H.S. 101, và trường trung học Christopher Columbus ở Bronx. Ông có bằng cử nhân về Khoa học Chính trị tại Empire State College và bằng thạc sĩ về Nghiên cứu Đô thị tại Queens College, City University of New York.

## Đời tư
Vacca công khai là người đồng tính vào năm 2016.